# Parthenay-de-Bretagne
Parthenay-de-Bretagne är en kommun i departementet Ille-et-Vilaine i regionen Bretagne i nordvästra Frankrike. Kommunen ligger i kantonen Rennes-Nord-Ouest som tillhör arrondissementet Rennes. År 2022 hade Parthenay-de-Bretagne 1 802 invånare.

## Befolkningsutveckling
Antalet invånare i kommunen Parthenay-de-Bretagne
Referens:INSEE